# Перечный морской окунь
Перечный морской окунь, или перечный окунь (лат. Sebastes goodei), — вид морских лучепёрых рыб семейства  скорпеновых (Scorpaenidae). Обитает в северо-восточной части Тихого океана. Встречается на глубине до 425 м. Максимальная длина 56 см. Видовое название дано в честь американского ихтиолога Джорджа Брауна Гуда (англ. George Brown Goode).

## Описание
Тело вытянутое, несколько сжато с боков. Голова крупная, заострённая. Межглазничное пространство выпуклое. Шипы на голове мелкие, корональных и нухальных шипов нет. На жаберной крышке шипы отсутствуют. Нижняя челюсть выдаётся вперёд, с хорошо заметным широким симфизиальным бугорком. Окончание верхней челюсти доходит только до вертикали, проходящей через центр глаза. На первой жаберной дуге 34—39 жаберных тычинок. Длинный спинной плавник с 13 колючими и 13—14 мягкими лучами. В анальном плавнике 3 колючих и 8 (7—9 мягких лучей). В грудном плавнике 16—18 мягких лучей. Хвостовой плавник с небольшой выемкой. В боковой линии 50—57 чешуй. Позвонков 26.
Тело окрашено в розово-красный или медно-красный цвет, брюхо беловатое, плавники розовые. По бокам тела в районе боковой линии проходит ярко-красная область.
Максимальная длина тела 56 см, а масса 1,5 кг.
Продолжительность жизни до 35 лет.

## Питание
Взрослые особи перечных окуней питаются мелкими ракообразными, головоногими и рыбами (светящиеся анчоусы, молодь хека и калифорнийского анчоуса и др.). В состав рациона молоди входят только мелкие ракообразные.

## Размножение
В популяции перечных окуней 50% самцов созревают в возрасте 2-х лет при длине тела около 22 см, а 50% самок созревают в возрасте 4-х лет при длине тела около 30 см. Живородящие рыбы с внутренним оплодотворением. После спаривания сперма сохраняется внутри самки в течение нескольких месяцев до оплодотворения икры. Вылупление происходит внутри самки, личинки вымётываются в прибрежных водах штатов Вашингтон и Орегон в июле, а у берегов Калифорнии в октябре — марте. Плодовитость от 29 тысяч до 538 тысяч личинок в зависимости от размера самок. Вымет личинок происходит несколько раз за нерестовый сезон. Личинки длиной около 4 мм ведут пелагический образ жизни.

## Распространение и места обитания
Распространены в западной части Тихого океана от Ванкувера (Британская Колумбия) до штата Южная Нижняя Калифорния (Мексика).
Перечные морские окуни — морские бентопелагические рыбы. Обитают на глубине до 425 м, обычно на глубине от 50 до 250 м.

## Хозяйственное значение
Специализированный промысел ведётся только у берегов Калифорнии. Реализуются в мороженом и копчёном виде. Популярный объект спортивной рыбалки.